# Индивидуальная гонка
О велогонке см. статью Индивидуальная гонка с раздельным стартом.
Индивидуа́льная го́нка — классический вид биатлонной гонки на 20 км для мужчин, 15 км для женщин и юниоров, 12,5 км для юниорок и юношей, и 10 км для девушек с четырьмя огневыми рубежами. Спортсмены проходят пять кругов по 4 км у мужчин, 3 км у женщин и юниоров, 2,5 км у юниорок и юношей, и 2 км у девушек. Биатлонисты стартуют с интервалом в 30 секунд. Первая и третья стрельба — лёжа, вторая и четвёртая — стоя. Биатлонисты сами выбирают себе места на стрельбище. За каждый промах к общему времени биатлониста прибавляется штрафная минута.
Индивидуальная гонка − старейший вид биатлонных состязаний. На зимних Олимпийских играх индивидуальные гонки по биатлону впервые прошли в 1960 году у мужчин и в 1992 году у женщин. Первым олимпийским чемпионом, взявшим золотую медаль в индивидуальной гонке, стал биатлонист из Швеции Клас Лестандер, а первой олимпийской чемпионкой в этом же виде гонок — выступавшая за сборную Германии Антье Мисерски. Впервые индивидуальные гонки в рамках чемпионата мира были проведены в 1958 и 1984 годах у мужчин и у женщин, соответственно. Первым чемпионом мира на этой дистанции стал шведский биатлонист Адольф Виклунд, а первой чемпионкой мира — советская биатлонистка Венера Чернышова.
С сезона 2018/2019 появился такой вид программы как укороченная индивидуальная гонка (15 км вместо 20 у мужчин и 12.5 км вместо 15 у женщин) и со штрафом 45 секунд вместо минуты за промах. Сначала данная дисциплина дебютировала на этапе Кубка IBU в Арбере, но потом ввиду низкой температуры была проведена  и на этапе  кубка мира в Канморе вместо обычных индивидуальных гонок.